# 레오 고시

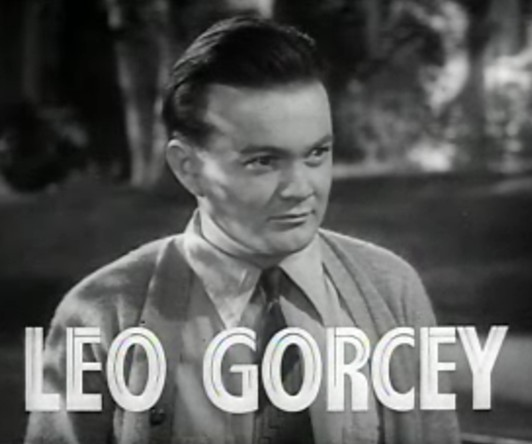

레오 고시(Leo Gorcey, 1917년 6월 3일 ~ 1969년 6월 2일)는 미국의 배우, 영화배우이다.
뉴욕에서 태어났으며 오클랜드에서 사망하였다.

## 영화
- 매드 매드 대소동 (1963년)
- 소 디스 이즈 뉴욕 (1948년)
- 훌라벌루 (1940년)
- 더럽혀진 얼굴의 천사 (1938년)